# Hibbertia angulata
Hibbertia angulata är en tvåhjärtbladig växtart som beskrevs av Toelken. Hibbertia angulata ingår i släktet Hibbertia och familjen Dilleniaceae. Inga underarter finns listade i Catalogue of Life.